# Eudorylas bartaki
Eudorylas bartaki är en tvåvingeart som beskrevs av Kozanek 1993. Eudorylas bartaki ingår i släktet Eudorylas och familjen ögonflugor. Inga underarter finns listade i Catalogue of Life.